# Eriogonum breedlovei
Eriogonum breedlovei är en slideväxtart som först beskrevs av John Thomas Howell, och fick sitt nu gällande namn av James Lauritz Reveal. Eriogonum breedlovei ingår i släktet Eriogonum och familjen slideväxter. Utöver nominatformen finns också underarten E. b. shevockii.